# Mashiko
Mashiko (益子町, Mashiko-machi) est un bourg du district de Haga, préfecture de Tochigi au Japon. Il est réputé pour sa poterie, appelée mashikoyaki (益子焼).

## Géographie

### Démographie
Au 1er janvier 2022, la population de Mashiko s'élevait à 21 480 habitants (7 811 foyers) répartis sur une superficie de 89,40 km2.

## Culture locale et patrimoine

### Poterie traditionnelle
À Mashiko, les premières traces de poterie datent des périodes Jōmon et Yayoi. La poterie traditionnelle mashikoyaki est souvent considérée comme simple et rustique, mais le style moderne, introduit par Shoji Hamada, dans le cadre du mouvement Mingei, a permis une grande variété à partir des années 1930. Tatsuzō Shimaoka, un ancien élève de Hamada, a poursuivi son œuvre à Mashiko et a été lui aussi nommé trésor national vivant du Japon.
Depuis 1966 se tient le marché de poterie de Mashiko (益子陶器市, Mashiko tōki-shi),. Populaire, ce festival a lieu deux fois par an, début mai pendant les vacances de la Golden week au printemps et en automne durant la semaine du jour de la Culture le 3 novembre.
En provenance de tout le Japon, environ 400 000 personnes visitent Mashiko au printemps et 200 000 en automne. Outre une cinquantaine de magasins, environ cinq cents tentes sont dressées pour exposer et vendre les productions des artistes majoritairement locaux.